# Volta à Catalunha de 2021
A 100.ª edição da competição ciclista Volta à Catalunha foi uma corrida de ciclismo de estrada por etapas que decorreu entre 22 e 28 de março de 2021 na Catalunha com início na cidade de Calella e final na cidade de Barcelona sobre um percurso de 1094,4 quilómetros.
A corrida fez parte do UCI WorldTour de 2021, calendário ciclístico de máximo nível mundial, sendo a sétima corrida de dito circuito e foi vencida pelo britânico Adam Yates do Ineos Grenadiers. Completaram o pódio, como segundo e terceiro classificado respectivamente, o australiano Richie Porte e o também britânico Geraint Thomas, ambos colegas de equipa do vencedor.

## Equipas participantes
Tomaram parte na corrida 24 equipas: 19 de categoria UCI WorldTeam e 5 de categoria UCI ProTeam. Formando assim um pelotão de 168 ciclistas dos que acabaram XXX. As equipas participantes foram:
| Equipes WorldTeam (19)- AG2R Citroën Team - Astana-Premier Tech - Bahrain Victorious - Bora-Hansgrohe - Cofidis - Deceuninck-Quick Step - EF Education-Nippo - Groupama-FDJ - Ineos Grenadiers - Intermarché-Wanty-Gobert Matériaux - Israel Start-Up Nation - Jumbo-Visma - Lotto Soudal - Movistar Team - Team BikeExchange - Team DSM - Qhubeka Assos - Trek-Segafredo - UAE Team Emirates Equipes ProTeam (5)- Equipo Kern Pharma - Arkéa-Samsic - Gazprom-RusVelo - Euskaltel-Euskadi - Rally Cycling |
| |

## Percorrido
| Etapa | Data    | Percurso                                  | type                      | Distância (km) | Elevação (m) | Vencedor        | Líder geral  |
| ----- | ------- | ----------------------------------------- | ------------------------- | -------------- | ------------ | --------------- | ------------ |
| 1     | 22 mar. | Calella – Calella                         | média montanha            | 178,4          | 2 813 m      | Andreas Kron    | Andreas Kron |
| 2     | 23 mar. | Banyoles – Banyoles                       | contrarrelógio individual | 18,5           | 198 m        | Rohan Dennis    | João Almeida |
| 3     | 24 mar. | Canal Olímpic de Catalunya – Vallter 2000 | alta montanha             | 203,1          | 3 753 m      | Adam Yates      | Adam Yates   |
| 4     | 25 mar. | Ripoll – Port Ainé                        | alta montanha             | 166,5          | 3 980 m      | Esteban Chaves  | Adam Yates   |
| 5     | 26 mar. | La Pobla de Segur – Manresa               | média montanha            | 201,1          | 2 952 m      | Lennard Kämna   | Adam Yates   |
| 6     | 27 mar. | Tarragona – Mataró                        | etapa escarpada           | 193,8          | 2 656 m      | Peter Sagan     | Adam Yates   |
| 7     | 28 mar. | Barcelona – Barcelona                     | média montanha            | 133            | 2 331 m      | Thomas De Gendt | Adam Yates   |

## Desenvolvimento da corrida

### 1.ª etapa
| Calella - Calella | média montanha | (178,4 km) |

| \| Classificação por etapas \| Classificação por etapas \| Classificação por etapas \| Classificação por etapas \| Classificação por etapas \| \| Ciclista \| Ciclista \| Equipe \| Tempo \| \| \| ------------------------ \| ------------------------ \| ------------------------ \| ------------------------ \| ------------------------ \| \| 1. \| Andreas Kron \| Lotto-Soudal \| 4h20m15s \| \| \| 2. \| Luis León Sánchez \| Astana-Premier Tech \| + 0s \| \| \| 3. \| Rémy Rochas \| Cofidis \| + 0s \| \| \| 4. \| Lennard Kämna \| Bora-Hansgrohe \| + 0s \| \| \| 5. \| Dion Smith \| BikeExchange \| + 16s \| \| \| 6. \| Matej Mohorič \| Bahrain Victorious \| + 16s \| \| \| 7. \| Ide Schelling \| Bora-Hansgrohe \| + 16s \| \| \| 8. \| Alejandro Valverde \| Movistar Team \| + 16s \| \| \| 9. \| Alexander Kamp \| Trek-Segafredo \| + 16s \| \| \| 10. \| Michael Valgren \| EF Education-Nippo \| + 16s \| \| |                    |                     |          |
| |                    |                     |          |
| Fonte: ProCyclingStats |                    |                     |          |
| Classificação por etapas |                    |                     |          |
| Ciclista | Ciclista           | Equipe              | Tempo    |
| 1. | Andreas Kron       | Lotto-Soudal        | 4h20m15s |
| 2. | Luis León Sánchez  | Astana-Premier Tech | + 0s     |
| 3. | Rémy Rochas        | Cofidis             | + 0s     |
| 4. | Lennard Kämna      | Bora-Hansgrohe      | + 0s     |
| 5. | Dion Smith         | BikeExchange        | + 16s    |
| 6. | Matej Mohorič      | Bahrain Victorious  | + 16s    |
| 7. | Ide Schelling      | Bora-Hansgrohe      | + 16s    |
| 8. | Alejandro Valverde | Movistar Team       | + 16s    |
| 9. | Alexander Kamp     | Trek-Segafredo      | + 16s    |
| 10. | Michael Valgren    | EF Education-Nippo  | + 16s    |

| \| Classificação geral \| Classificação geral \| Classificação geral \| Classificação geral \| Classificação geral \| \| Ciclista \| Ciclista \| Equipe \| Tempo \| \| \| ------------------- \| ------------------- \| ------------------- \| ------------------- \| ------------------- \| \| 1. \| Andreas Kron \| Lotto-Soudal \| 4h20m05s \| \| \| 2. \| Luis León Sánchez \| Astana-Premier Tech \| + 4s \| \| \| 3. \| Rémy Rochas \| Cofidis \| + 6s \| \| \| 4. \| Lennard Kämna \| Bora-Hansgrohe \| + 10s \| \| \| 5. \| Dion Smith \| BikeExchange \| + 26s \| \| \| 6. \| Matej Mohorič \| Bahrain Victorious \| + 26s \| \| \| 7. \| Ide Schelling \| Bora-Hansgrohe \| + 26s \| \| \| 8. \| Alejandro Valverde \| Movistar Team \| + 26s \| \| \| 9. \| Alexander Kamp \| Trek-Segafredo \| + 26s \| \| \| 10. \| Michael Valgren \| EF Education-Nippo \| + 26s \| \| |                    |                     |          |
| |                    |                     |          |
| Fonte: ProCyclingStats |                    |                     |          |
| Classificação geral |                    |                     |          |
| Ciclista | Ciclista           | Equipe              | Tempo    |
| 1. | Andreas Kron       | Lotto-Soudal        | 4h20m05s |
| 2. | Luis León Sánchez  | Astana-Premier Tech | + 4s     |
| 3. | Rémy Rochas        | Cofidis             | + 6s     |
| 4. | Lennard Kämna      | Bora-Hansgrohe      | + 10s    |
| 5. | Dion Smith         | BikeExchange        | + 26s    |
| 6. | Matej Mohorič      | Bahrain Victorious  | + 26s    |
| 7. | Ide Schelling      | Bora-Hansgrohe      | + 26s    |
| 8. | Alejandro Valverde | Movistar Team       | + 26s    |
| 9. | Alexander Kamp     | Trek-Segafredo      | + 26s    |
| 10. | Michael Valgren    | EF Education-Nippo  | + 26s    |

### 2.ª etapa
| Banyoles - Banyoles | contrarrelógio individual | (18,5 km) |

| \| Classificação por etapas \| Classificação por etapas \| Classificação por etapas \| Classificação por etapas \| Classificação por etapas \| \| Ciclista \| Ciclista \| Equipe \| Tempo \| \| \| ------------------------ \| ------------------------ \| ------------------------ \| ------------------------ \| ------------------------ \| \| 1. \| Rohan Dennis \| Ineos Grenadiers \| 22m27s \| \| \| 2. \| Rémi Cavagna \| Deceuninck-Quick Step \| + 5s \| \| \| 3. \| João Almeida \| Deceuninck-Quick Step \| + 28s \| \| \| 4. \| Brandon McNulty \| UAE Team Emirates \| + 28s \| \| \| 5. \| Steven Kruijswijk \| Jumbo-Visma \| + 33s \| \| \| 6. \| Richie Porte \| Ineos Grenadiers \| + 34s \| \| \| 7. \| Adam Yates \| Ineos Grenadiers \| + 35s \| \| \| 8. \| Josef Černý \| Deceuninck-Quick Step \| + 38s \| \| \| 9. \| Stefan de Bod \| Astana-Premier Tech \| + 38s \| \| \| 10. \| Geraint Thomas \| Ineos Grenadiers \| + 47s \| \| |                   |                       |        |
| |                   |                       |        |
| Fonte: ProCyclingStats |                   |                       |        |
| Classificação por etapas |                   |                       |        |
| Ciclista | Ciclista          | Equipe                | Tempo  |
| 1. | Rohan Dennis      | Ineos Grenadiers      | 22m27s |
| 2. | Rémi Cavagna      | Deceuninck-Quick Step | + 5s   |
| 3. | João Almeida      | Deceuninck-Quick Step | + 28s  |
| 4. | Brandon McNulty   | UAE Team Emirates     | + 28s  |
| 5. | Steven Kruijswijk | Jumbo-Visma           | + 33s  |
| 6. | Richie Porte      | Ineos Grenadiers      | + 34s  |
| 7. | Adam Yates        | Ineos Grenadiers      | + 35s  |
| 8. | Josef Černý       | Deceuninck-Quick Step | + 38s  |
| 9. | Stefan de Bod     | Astana-Premier Tech   | + 38s  |
| 10. | Geraint Thomas    | Ineos Grenadiers      | + 47s  |

| \| Classificação geral \| Classificação geral \| Classificação geral \| Classificação geral \| Classificação geral \| \| Ciclista \| Ciclista \| Equipe \| Tempo \| \| \| ------------------- \| ------------------- \| --------------------- \| ------------------- \| ------------------- \| \| 1. \| João Almeida \| Deceuninck-Quick Step \| 4h43m26s \| \| \| 2. \| Brandon McNulty \| UAE Team Emirates \| + 0s \| \| \| 3. \| Luis León Sánchez \| Astana-Premier Tech \| + 3s \| \| \| 4. \| Steven Kruijswijk \| Jumbo-Visma \| + 5s \| \| \| 5. \| Richie Porte \| Ineos Grenadiers \| + 6s \| \| \| 6. \| Adam Yates \| Ineos Grenadiers \| + 7s \| \| \| 7. \| Stefan de Bod \| Astana-Premier Tech \| + 10s \| \| \| 8. \| Geraint Thomas \| Ineos Grenadiers \| + 19s \| \| \| 9. \| Fausto Masnada \| Deceuninck-Quick Step \| + 20s \| \| \| 10. \| Lennard Kämna \| Bora-Hansgrohe \| + 21s \| \| |                   |                       |          |
| |                   |                       |          |
| Fonte: ProCyclingStats |                   |                       |          |
| Classificação geral |                   |                       |          |
| Ciclista | Ciclista          | Equipe                | Tempo    |
| 1. | João Almeida      | Deceuninck-Quick Step | 4h43m26s |
| 2. | Brandon McNulty   | UAE Team Emirates     | + 0s     |
| 3. | Luis León Sánchez | Astana-Premier Tech   | + 3s     |
| 4. | Steven Kruijswijk | Jumbo-Visma           | + 5s     |
| 5. | Richie Porte      | Ineos Grenadiers      | + 6s     |
| 6. | Adam Yates        | Ineos Grenadiers      | + 7s     |
| 7. | Stefan de Bod     | Astana-Premier Tech   | + 10s    |
| 8. | Geraint Thomas    | Ineos Grenadiers      | + 19s    |
| 9. | Fausto Masnada    | Deceuninck-Quick Step | + 20s    |
| 10. | Lennard Kämna     | Bora-Hansgrohe        | + 21s    |

### 3.ª etapa
| Canal Olímpic de Catalunya - Vallter 2000 | alta montanha | (203,1 km) |

| \| Classificação por etapas \| Classificação por etapas \| Classificação por etapas \| Classificação por etapas \| Classificação por etapas \| \| Ciclista \| Ciclista \| Equipe \| Tempo \| \| \| ------------------------ \| ------------------------ \| ------------------------ \| ------------------------ \| ------------------------ \| \| 1. \| Adam Yates \| Ineos Grenadiers \| 5h00m58s \| \| \| 2. \| Esteban Chaves \| BikeExchange \| + 13s \| \| \| 3. \| Alejandro Valverde \| Movistar Team \| + 19s \| \| \| 4. \| Geraint Thomas \| Ineos Grenadiers \| + 31s \| \| \| 5. \| Harm Vanhoucke \| Lotto-Soudal \| + 31s \| \| \| 6. \| Sepp Kuss \| Jumbo-Visma \| + 31s \| \| \| 7. \| Hugh Carthy \| EF Education-Nippo \| + 31s \| \| \| 8. \| Michael Woods \| Israel Start-Up Nation \| + 36s \| \| \| 9. \| Richie Porte \| Ineos Grenadiers \| + 36s \| \| \| 10. \| Giulio Ciccone \| Trek-Segafredo \| + 36s \| \| |                    |                        |          |
| |                    |                        |          |
| Fonte: ProCyclingStats |                    |                        |          |
| Classificação por etapas |                    |                        |          |
| Ciclista | Ciclista           | Equipe                 | Tempo    |
| 1. | Adam Yates         | Ineos Grenadiers       | 5h00m58s |
| 2. | Esteban Chaves     | BikeExchange           | + 13s    |
| 3. | Alejandro Valverde | Movistar Team          | + 19s    |
| 4. | Geraint Thomas     | Ineos Grenadiers       | + 31s    |
| 5. | Harm Vanhoucke     | Lotto-Soudal           | + 31s    |
| 6. | Sepp Kuss          | Jumbo-Visma            | + 31s    |
| 7. | Hugh Carthy        | EF Education-Nippo     | + 31s    |
| 8. | Michael Woods      | Israel Start-Up Nation | + 36s    |
| 9. | Richie Porte       | Ineos Grenadiers       | + 36s    |
| 10. | Giulio Ciccone     | Trek-Segafredo         | + 36s    |

| \| Classificação geral \| Classificação geral \| Classificação geral \| Classificação geral \| Classificação geral \| \| Ciclista \| Ciclista \| Equipe \| Tempo \| \| \| ------------------- \| ------------------- \| --------------------- \| ------------------- \| ------------------- \| \| 1. \| Adam Yates \| Ineos Grenadiers \| 9h44m21s \| \| \| 2. \| Richie Porte \| Ineos Grenadiers \| + 45s \| \| \| 3. \| João Almeida \| Deceuninck-Quick Step \| + 49s \| \| \| 4. \| Geraint Thomas \| Ineos Grenadiers \| + 53s \| \| \| 5. \| Wilco Kelderman \| Bora-Hansgrohe \| + 1m03s \| \| \| 6. \| Alejandro Valverde \| Movistar Team \| + 1m04s \| \| \| 7. \| Hugh Carthy \| EF Education-Nippo \| + 1m14s \| \| \| 8. \| Simon Yates \| BikeExchange \| + 1m21s \| \| \| 9. \| Esteban Chaves \| BikeExchange \| + 1m21s \| \| \| 10. \| Brandon McNulty \| UAE Team Emirates \| + 1m24s \| \| |                    |                       |          |
| |                    |                       |          |
| Fonte: ProCyclingStats |                    |                       |          |
| Classificação geral |                    |                       |          |
| Ciclista | Ciclista           | Equipe                | Tempo    |
| 1. | Adam Yates         | Ineos Grenadiers      | 9h44m21s |
| 2. | Richie Porte       | Ineos Grenadiers      | + 45s    |
| 3. | João Almeida       | Deceuninck-Quick Step | + 49s    |
| 4. | Geraint Thomas     | Ineos Grenadiers      | + 53s    |
| 5. | Wilco Kelderman    | Bora-Hansgrohe        | + 1m03s  |
| 6. | Alejandro Valverde | Movistar Team         | + 1m04s  |
| 7. | Hugh Carthy        | EF Education-Nippo    | + 1m14s  |
| 8. | Simon Yates        | BikeExchange          | + 1m21s  |
| 9. | Esteban Chaves     | BikeExchange          | + 1m21s  |
| 10. | Brandon McNulty    | UAE Team Emirates     | + 1m24s  |

### 4.ª etapa
| Ripoll - Port Ainé | alta montanha | (166,5 km) |

| \| Classificação por etapas \| Classificação por etapas \| Classificação por etapas \| Classificação por etapas \| Classificação por etapas \| \| Ciclista \| Ciclista \| Equipe \| Tempo \| \| \| ------------------------ \| ------------------------ \| ------------------------ \| ------------------------ \| ------------------------ \| \| 1. \| Esteban Chaves \| BikeExchange \| 4h29m47s \| \| \| 2. \| Michael Woods \| Israel Start-Up Nation \| + 7s \| \| \| 3. \| Geraint Thomas \| Ineos Grenadiers \| + 7s \| \| \| 4. \| Adam Yates \| Ineos Grenadiers \| + 7s \| \| \| 5. \| Sepp Kuss \| Jumbo-Visma \| + 7s \| \| \| 6. \| Alejandro Valverde \| Movistar Team \| + 7s \| \| \| 7. \| Richie Porte \| Ineos Grenadiers \| + 7s \| \| \| 8. \| Wilco Kelderman \| Bora-Hansgrohe \| + 7s \| \| \| 9. \| Nairo Quintana \| Arkéa-Samsic \| + 7s \| \| \| 10. \| Lucas Hamilton \| BikeExchange \| + 7s \| \| |                    |                        |          |
| |                    |                        |          |
| Fonte: ProCyclingStats |                    |                        |          |
| Classificação por etapas |                    |                        |          |
| Ciclista | Ciclista           | Equipe                 | Tempo    |
| 1. | Esteban Chaves     | BikeExchange           | 4h29m47s |
| 2. | Michael Woods      | Israel Start-Up Nation | + 7s     |
| 3. | Geraint Thomas     | Ineos Grenadiers       | + 7s     |
| 4. | Adam Yates         | Ineos Grenadiers       | + 7s     |
| 5. | Sepp Kuss          | Jumbo-Visma            | + 7s     |
| 6. | Alejandro Valverde | Movistar Team          | + 7s     |
| 7. | Richie Porte       | Ineos Grenadiers       | + 7s     |
| 8. | Wilco Kelderman    | Bora-Hansgrohe         | + 7s     |
| 9. | Nairo Quintana     | Arkéa-Samsic           | + 7s     |
| 10. | Lucas Hamilton     | BikeExchange           | + 7s     |

| \| Classificação geral \| Classificação geral \| Classificação geral \| Classificação geral \| Classificação geral \| \| Ciclista \| Ciclista \| Equipe \| Tempo \| \| \| ------------------- \| ------------------- \| --------------------- \| ------------------- \| ------------------- \| \| 1. \| Adam Yates \| Ineos Grenadiers \| 14h14m15s \| \| \| 2. \| Richie Porte \| Ineos Grenadiers \| + 45s \| \| \| 3. \| Geraint Thomas \| Ineos Grenadiers \| + 49s \| \| \| 4. \| Alejandro Valverde \| Movistar Team \| + 1m03s \| \| \| 5. \| Wilco Kelderman \| Bora-Hansgrohe \| + 1m03s \| \| \| 6. \| Esteban Chaves \| BikeExchange \| + 1m04s \| \| \| 7. \| João Almeida \| Deceuninck-Quick Step \| + 1m07s \| \| \| 8. \| Hugh Carthy \| EF Education-Nippo \| + 1m20s \| \| \| 9. \| Sepp Kuss \| Jumbo-Visma \| + 1m29s \| \| \| 10. \| Simon Yates \| BikeExchange \| + 1m32s \| \| |                    |                       |           |
| |                    |                       |           |
| Fonte: ProCyclingStats |                    |                       |           |
| Classificação geral |                    |                       |           |
| Ciclista | Ciclista           | Equipe                | Tempo     |
| 1. | Adam Yates         | Ineos Grenadiers      | 14h14m15s |
| 2. | Richie Porte       | Ineos Grenadiers      | + 45s     |
| 3. | Geraint Thomas     | Ineos Grenadiers      | + 49s     |
| 4. | Alejandro Valverde | Movistar Team         | + 1m03s   |
| 5. | Wilco Kelderman    | Bora-Hansgrohe        | + 1m03s   |
| 6. | Esteban Chaves     | BikeExchange          | + 1m04s   |
| 7. | João Almeida       | Deceuninck-Quick Step | + 1m07s   |
| 8. | Hugh Carthy        | EF Education-Nippo    | + 1m20s   |
| 9. | Sepp Kuss          | Jumbo-Visma           | + 1m29s   |
| 10. | Simon Yates        | BikeExchange          | + 1m32s   |

### 5.ª etapa
| La Pobla de Segur - Manresa | média montanha | (201,1 km) |

| \| Classificação por etapas \| Classificação por etapas \| Classificação por etapas \| Classificação por etapas \| Classificação por etapas \| \| Ciclista \| Ciclista \| Equipe \| Tempo \| \| \| ------------------------ \| ------------------------ \| ------------------------ \| ------------------------ \| ------------------------ \| \| 1. \| Lennard Kämna \| Bora-Hansgrohe \| 4h29m13s \| \| \| 2. \| Ruben Guerreiro \| EF Education-Nippo \| + 39s \| \| \| 3. \| Mikel Bizkarra \| Euskaltel-Euskadi \| + 42s \| \| \| 4. \| Dion Smith \| BikeExchange \| + 44s \| \| \| 5. \| Daniel Martin \| Israel Start-Up Nation \| + 44s \| \| \| 6. \| Matej Mohorič \| Bahrain Victorious \| + 44s \| \| \| 7. \| James Knox \| Deceuninck-Quick Step \| + 44s \| \| \| 8. \| Attila Valter \| Groupama-FDJ \| + 44s \| \| \| 9. \| Rigoberto Urán \| EF Education-Nippo \| + 44s \| \| \| 10. \| Steven Kruijswijk \| Jumbo-Visma \| + 44s \| \| |                   |                        |          |
| |                   |                        |          |
| Fonte: ProCyclingStats |                   |                        |          |
| Classificação por etapas |                   |                        |          |
| Ciclista | Ciclista          | Equipe                 | Tempo    |
| 1. | Lennard Kämna     | Bora-Hansgrohe         | 4h29m13s |
| 2. | Ruben Guerreiro   | EF Education-Nippo     | + 39s    |
| 3. | Mikel Bizkarra    | Euskaltel-Euskadi      | + 42s    |
| 4. | Dion Smith        | BikeExchange           | + 44s    |
| 5. | Daniel Martin     | Israel Start-Up Nation | + 44s    |
| 6. | Matej Mohorič     | Bahrain Victorious     | + 44s    |
| 7. | James Knox        | Deceuninck-Quick Step  | + 44s    |
| 8. | Attila Valter     | Groupama-FDJ           | + 44s    |
| 9. | Rigoberto Urán    | EF Education-Nippo     | + 44s    |
| 10. | Steven Kruijswijk | Jumbo-Visma            | + 44s    |

| \| Classificação geral \| Classificação geral \| Classificação geral \| Classificação geral \| Classificação geral \| \| Ciclista \| Ciclista \| Equipe \| Tempo \| \| \| ------------------- \| ------------------- \| --------------------- \| ------------------- \| ------------------- \| \| 1. \| Adam Yates \| Ineos Grenadiers \| 18h45m27s \| \| \| 2. \| Richie Porte \| Ineos Grenadiers \| + 45s \| \| \| 3. \| Geraint Thomas \| Ineos Grenadiers \| + 49s \| \| \| 4. \| Alejandro Valverde \| Movistar Team \| + 1m03s \| \| \| 5. \| Wilco Kelderman \| Bora-Hansgrohe \| + 1m03s \| \| \| 6. \| Esteban Chaves \| BikeExchange \| + 1m04s \| \| \| 7. \| João Almeida \| Deceuninck-Quick Step \| + 1m07s \| \| \| 8. \| Hugh Carthy \| EF Education-Nippo \| + 1m20s \| \| \| 9. \| Sepp Kuss \| Jumbo-Visma \| + 1m29s \| \| \| 10. \| Simon Yates \| BikeExchange \| + 1m32s \| \| |                    |                       |           |
| |                    |                       |           |
| Fonte: ProCyclingStats |                    |                       |           |
| Classificação geral |                    |                       |           |
| Ciclista | Ciclista           | Equipe                | Tempo     |
| 1. | Adam Yates         | Ineos Grenadiers      | 18h45m27s |
| 2. | Richie Porte       | Ineos Grenadiers      | + 45s     |
| 3. | Geraint Thomas     | Ineos Grenadiers      | + 49s     |
| 4. | Alejandro Valverde | Movistar Team         | + 1m03s   |
| 5. | Wilco Kelderman    | Bora-Hansgrohe        | + 1m03s   |
| 6. | Esteban Chaves     | BikeExchange          | + 1m04s   |
| 7. | João Almeida       | Deceuninck-Quick Step | + 1m07s   |
| 8. | Hugh Carthy        | EF Education-Nippo    | + 1m20s   |
| 9. | Sepp Kuss          | Jumbo-Visma           | + 1m29s   |
| 10. | Simon Yates        | BikeExchange          | + 1m32s   |

### 6.ª etapa
| Tarragona - Mataró | etapa escarpada | (193,8 km) |

| \| Classificação por etapas \| Classificação por etapas \| Classificação por etapas \| Classificação por etapas \| Classificação por etapas \| \| Ciclista \| Ciclista \| Equipe \| Tempo \| \| \| ------------------------ \| --------------------------- \| ------------------------ \| ------------------------ \| ------------------------ \| \| 1. \| Peter Sagan \| Bora-Hansgrohe \| 4h23m18s \| \| \| 2. \| Daryl Impey \| Israel Start-Up Nation \| + 0s \| \| \| 3. \| Juan Sebastián Molano \| UAE Team Emirates \| + 0s \| \| \| 4. \| Reinardt Janse van Rensburg \| Qhubeka Assos \| + 0s \| \| \| 5. \| Alexander Kamp \| Trek-Segafredo \| + 0s \| \| \| 6. \| Clément Venturini \| AG2R Citroën Team \| + 0s \| \| \| 7. \| Max Kanter \| Team DSM \| + 0s \| \| \| 8. \| João Almeida \| Deceuninck-Quick Step \| + 0s \| \| \| 9. \| Michael Valgren \| EF Education-Nippo \| + 0s \| \| \| 10. \| Maxim Van Gils \| Lotto-Soudal \| + 0s \| \| |                             |                        |          |
| |                             |                        |          |
| Fonte: ProCyclingStats |                             |                        |          |
| Classificação por etapas |                             |                        |          |
| Ciclista | Ciclista                    | Equipe                 | Tempo    |
| 1. | Peter Sagan                 | Bora-Hansgrohe         | 4h23m18s |
| 2. | Daryl Impey                 | Israel Start-Up Nation | + 0s     |
| 3. | Juan Sebastián Molano       | UAE Team Emirates      | + 0s     |
| 4. | Reinardt Janse van Rensburg | Qhubeka Assos          | + 0s     |
| 5. | Alexander Kamp              | Trek-Segafredo         | + 0s     |
| 6. | Clément Venturini           | AG2R Citroën Team      | + 0s     |
| 7. | Max Kanter                  | Team DSM               | + 0s     |
| 8. | João Almeida                | Deceuninck-Quick Step  | + 0s     |
| 9. | Michael Valgren             | EF Education-Nippo     | + 0s     |
| 10. | Maxim Van Gils              | Lotto-Soudal           | + 0s     |

| \| Classificação geral \| Classificação geral \| Classificação geral \| Classificação geral \| Classificação geral \| \| Ciclista \| Ciclista \| Equipe \| Tempo \| \| \| ------------------- \| ------------------- \| --------------------- \| ------------------- \| ------------------- \| \| 1. \| Adam Yates \| Ineos Grenadiers \| 23h08m45s \| \| \| 2. \| Richie Porte \| Ineos Grenadiers \| + 45s \| \| \| 3. \| Geraint Thomas \| Ineos Grenadiers \| + 49s \| \| \| 4. \| Alejandro Valverde \| Movistar Team \| + 1m03s \| \| \| 5. \| Wilco Kelderman \| Bora-Hansgrohe \| + 1m03s \| \| \| 6. \| Esteban Chaves \| BikeExchange \| + 1m04s \| \| \| 7. \| João Almeida \| Deceuninck-Quick Step \| + 1m07s \| \| \| 8. \| Hugh Carthy \| EF Education-Nippo \| + 1m20s \| \| \| 9. \| Sepp Kuss \| Jumbo-Visma \| + 1m29s \| \| \| 10. \| Simon Yates \| BikeExchange \| + 1m32s \| \| |                    |                       |           |
| |                    |                       |           |
| Fonte: ProCyclingStats |                    |                       |           |
| Classificação geral |                    |                       |           |
| Ciclista | Ciclista           | Equipe                | Tempo     |
| 1. | Adam Yates         | Ineos Grenadiers      | 23h08m45s |
| 2. | Richie Porte       | Ineos Grenadiers      | + 45s     |
| 3. | Geraint Thomas     | Ineos Grenadiers      | + 49s     |
| 4. | Alejandro Valverde | Movistar Team         | + 1m03s   |
| 5. | Wilco Kelderman    | Bora-Hansgrohe        | + 1m03s   |
| 6. | Esteban Chaves     | BikeExchange          | + 1m04s   |
| 7. | João Almeida       | Deceuninck-Quick Step | + 1m07s   |
| 8. | Hugh Carthy        | EF Education-Nippo    | + 1m20s   |
| 9. | Sepp Kuss          | Jumbo-Visma           | + 1m29s   |
| 10. | Simon Yates        | BikeExchange          | + 1m32s   |

### 7.ª etapa
| Barcelona - Barcelona | média montanha | (133 km) |

| \| Classificação por etapas \| Classificação por etapas \| Classificação por etapas \| Classificação por etapas \| Classificação por etapas \| \| Ciclista \| Ciclista \| Equipe \| Tempo \| \| \| ------------------------ \| ------------------------ \| ------------------------ \| ------------------------ \| ------------------------ \| \| 1. \| Thomas De Gendt \| Lotto-Soudal \| 3h06m10s \| \| \| 2. \| Matej Mohorič \| Bahrain Victorious \| + 22s \| \| \| 3. \| Attila Valter \| Groupama-FDJ \| + 1m42s \| \| \| 4. \| Sébastien Reichenbach \| Groupama-FDJ \| + 1m46s \| \| \| 5. \| Alejandro Valverde \| Movistar Team \| + 1m46s \| \| \| 6. \| Michael Woods \| Israel Start-Up Nation \| + 1m46s \| \| \| 7. \| Marc Hirschi \| UAE Team Emirates \| + 1m46s \| \| \| 8. \| João Almeida \| Deceuninck-Quick Step \| + 1m46s \| \| \| 9. \| Adam Yates \| Ineos Grenadiers \| + 1m46s \| \| \| 10. \| Clément Champoussin \| AG2R Citroën Team \| + 1m46s \| \| |                       |                        |          |
| |                       |                        |          |
| Fonte: ProCyclingStats |                       |                        |          |
| Classificação por etapas |                       |                        |          |
| Ciclista | Ciclista              | Equipe                 | Tempo    |
| 1. | Thomas De Gendt       | Lotto-Soudal           | 3h06m10s |
| 2. | Matej Mohorič         | Bahrain Victorious     | + 22s    |
| 3. | Attila Valter         | Groupama-FDJ           | + 1m42s  |
| 4. | Sébastien Reichenbach | Groupama-FDJ           | + 1m46s  |
| 5. | Alejandro Valverde    | Movistar Team          | + 1m46s  |
| 6. | Michael Woods         | Israel Start-Up Nation | + 1m46s  |
| 7. | Marc Hirschi          | UAE Team Emirates      | + 1m46s  |
| 8. | João Almeida          | Deceuninck-Quick Step  | + 1m46s  |
| 9. | Adam Yates            | Ineos Grenadiers       | + 1m46s  |
| 10. | Clément Champoussin   | AG2R Citroën Team      | + 1m46s  |

## Classificações finais
- As classificações finalizaram da seguinte forma:

### Classificação geral
| \| Classificação geral \| Classificação geral \| Classificação geral \| Classificação geral \| Classificação geral \| \| Ciclista \| Ciclista \| Equipe \| Tempo \| \| \| ------------------- \| ------------------- \| --------------------- \| ------------------- \| ------------------- \| \| 1. \| Adam Yates \| Ineos Grenadiers \| 26h16m41s \| \| \| 2. \| Richie Porte \| Ineos Grenadiers \| + 45s \| \| \| 3. \| Geraint Thomas \| Ineos Grenadiers \| + 49s \| \| \| 4. \| Alejandro Valverde \| Movistar Team \| + 1m03s \| \| \| 5. \| Wilco Kelderman \| Bora-Hansgrohe \| + 1m03s \| \| \| 6. \| Esteban Chaves \| BikeExchange \| + 1m04s \| \| \| 7. \| João Almeida \| Deceuninck-Quick Step \| + 1m05s \| \| \| 8. \| Hugh Carthy \| EF Education-Nippo \| + 1m20s \| \| \| 9. \| Simon Yates \| BikeExchange \| + 1m32s \| \| \| 10. \| Lucas Hamilton \| BikeExchange \| + 1m35s \| \| |                    |                       |           |
| |                    |                       |           |
| Fonte: ProCyclingStats |                    |                       |           |
| Classificação geral |                    |                       |           |
| Ciclista | Ciclista           | Equipe                | Tempo     |
| 1. | Adam Yates         | Ineos Grenadiers      | 26h16m41s |
| 2. | Richie Porte       | Ineos Grenadiers      | + 45s     |
| 3. | Geraint Thomas     | Ineos Grenadiers      | + 49s     |
| 4. | Alejandro Valverde | Movistar Team         | + 1m03s   |
| 5. | Wilco Kelderman    | Bora-Hansgrohe        | + 1m03s   |
| 6. | Esteban Chaves     | BikeExchange          | + 1m04s   |
| 7. | João Almeida       | Deceuninck-Quick Step | + 1m05s   |
| 8. | Hugh Carthy        | EF Education-Nippo    | + 1m20s   |
| 9. | Simon Yates        | BikeExchange          | + 1m32s   |
| 10. | Lucas Hamilton     | BikeExchange          | + 1m35s   |

### Classificação da montanha
| Classificação da montanha | Classificação da montanha | Classificação da montanha | Classificação da montanha | Classificação da montanha |
| Ciclista                  | Ciclista                  | Equipe                    | Pontos                    |                           |
| ------------------------- | ------------------------- | ------------------------- | ------------------------- | ------------------------- |
| 1.                        | Esteban Chaves            | BikeExchange              | 50 pts                    |                           |
| 2.                        | Adam Yates                | Ineos Grenadiers          | 40 pts                    |                           |
| 3.                        | Thomas De Gendt           | Lotto-Soudal              | 38 pts                    |                           |
| 4.                        | Koen Bouwman              | Jumbo-Visma               | 35 pts                    |                           |
| 5.                        | Geraint Thomas            | Ineos Grenadiers          | 30 pts                    |                           |
| 6.                        | Alejandro Valverde        | Movistar Team             | 28 pts                    |                           |
| 7.                        | Lennard Kämna             | Bora-Hansgrohe            | 27 pts                    |                           |
| 8.                        | Michael Woods             | Israel Start-Up Nation    | 26 pts                    |                           |
| 9.                        | Sepp Kuss                 | Jumbo-Visma               | 23 pts                    |                           |
| 10.                       | Matej Mohorič             | Bahrain Victorious        | 21 pts                    |                           |

### Classificação dos sprints (metas volantes)
| Classificação por pontos | Classificação por pontos | Classificação por pontos | Classificação por pontos | Classificação por pontos |
| Ciclista                 | Ciclista                 | Equipe                   | Pontos                   |                          |
| ------------------------ | ------------------------ | ------------------------ | ------------------------ | ------------------------ |
| 1.                       | Esteban Chaves           | BikeExchange             | 16 pts                   |                          |
| 2.                       | Thomas De Gendt          | Lotto-Soudal             | 13 pts                   |                          |
| 3.                       | Peter Sagan              | Bora-Hansgrohe           | 13 pts                   |                          |
| 4.                       | Rohan Dennis             | Ineos Grenadiers         | 11 pts                   |                          |
| 5.                       | Adam Yates               | Ineos Grenadiers         | 10 pts                   |                          |
| 6.                       | Lennard Kämna            | Bora-Hansgrohe           | 10 pts                   |                          |
| 7.                       | Rémi Cavagna             | Deceuninck-Quick Step    | 9 pts                    |                          |
| 8.                       | Natnael Berhane          | Cofidis                  | 6 pts                    |                          |
| 9.                       | João Almeida             | Deceuninck-Quick Step    | 6 pts                    |                          |
| 10.                      | Michael Woods            | Israel Start-Up Nation   | 6 pts                    |                          |

### Classificação dos jovens
| Classificação dos jovens | Classificação dos jovens | Classificação dos jovens | Classificação dos jovens | Classificação dos jovens |
| Ciclista                 | Ciclista                 | Equipe                   | Tempo                    |                          |
| ------------------------ | ------------------------ | ------------------------ | ------------------------ | ------------------------ |
| 1.                       | João Almeida             | Deceuninck-Quick Step    | 26h17m46s                |                          |
| 2.                       | Lucas Hamilton           | BikeExchange             | + 30s                    |                          |
| 3.                       | Brandon McNulty          | UAE Team Emirates        | + 1m14s                  |                          |
| 4.                       | Harm Vanhoucke           | Lotto-Soudal             | + 4m09s                  |                          |
| 5.                       | Santiago Buitrago        | Bahrain Victorious       | + 4m52s                  |                          |
| 6.                       | Lennard Kämna            | Bora-Hansgrohe           | + 17m40s                 |                          |
| 7.                       | Attila Valter            | Groupama-FDJ             | + 26m41s                 |                          |
| 8.                       | Callum Scotson           | BikeExchange             | + 28m08s                 |                          |
| 9.                       | Clément Champoussin      | AG2R Citroën Team        | + 31m00s                 |                          |
| 10.                      | Marc Hirschi             | UAE Team Emirates        | + 33m34s                 |                          |

### Classificação por equipas
| Classificação por equipes | Classificação por equipes | Classificação por equipes | Classificação por equipes |
| Equipe                    | Equipe                    | Tempo                     |                           |
| ------------------------- | ------------------------- | ------------------------- | ------------------------- |
| 1.                        | Ineos Grenadiers          | 78h51m04s                 |                           |
| 2.                        | Team BikeExchange         | + 36s                     |                           |
| 3.                        | Movistar Team             | + 14m11s                  |                           |
| 4.                        | Jumbo-Visma               | + 26m10s                  |                           |
| 5.                        | EF Education-Nippo        | + 26m48s                  |                           |
| 6.                        | Deceuninck-Quick Step     | + 27m21s                  |                           |
| 7.                        | UAE Team Emirates         | + 31m42s                  |                           |
| 8.                        | Bora-Hansgrohe            | + 35m41s                  |                           |
| 9.                        | Euskaltel-Euskadi         | + 41m26s                  |                           |
| 10.                       | Trek-Segafredo            | + 42m47s                  |                           |

## Evolução das classificações
| Etapa                 | Vencedor              | Classificação geral | Classificação da montanha | Classificação por pontos | Classificação dos jovens | Classificação por equipas |
| --------------------- | --------------------- | ------------------- | ------------------------- | ------------------------ | ------------------------ | ------------------------- |
| 1.ª                   | Andreas Kron          | Andreas Kron        | Sylvain Moniquet          | Andreas Kron             | Andreas Kron             | Astana-Premier Tech       |
| 2.ª                   | Rohan Dennis          | João Almeida        | Sylvain Moniquet          | Andreas Kron             | João Almeida             | Ineos Grenadiers          |
| 3.ª                   | Adam Yates            | Adam Yates          | Adam Yates                | Adam Yates               | João Almeida             | Ineos Grenadiers          |
| 4.ª                   | Esteban Chaves        | Adam Yates          | Esteban Chaves            | Esteban Chaves           | João Almeida             | Ineos Grenadiers          |
| 5.ª                   | Lennard Kämna         | Adam Yates          | Esteban Chaves            | Esteban Chaves           | João Almeida             | Ineos Grenadiers          |
| 6.ª                   | Peter Sagan           | Adam Yates          | Esteban Chaves            | Esteban Chaves           | João Almeida             | Ineos Grenadiers          |
| 7.ª                   | Thomas de Gendt       | Adam Yates          | Esteban Chaves            | Esteban Chaves           | João Almeida             | Ineos Grenadiers          |
| Classificações finais | Classificações finais | Adam Yates          | Esteban Chaves            | Esteban Chaves           | João Almeida             | Ineos Grenadiers          |

## Ciclistas participantes e posições finais
| Movistar Team MOV | Movistar Team MOV        | Movistar Team MOV |
| ----------------- | ------------------------ | ----------------- |
| Num               | Ciclista                 | Pos               |
| 1                 | Alejandro Valverde (ESP) | 4.                |
| 2                 | Enric Mas (ESP)          | 19.               |
| 3                 | Dario Cataldo (ITA)      | 100.              |
| 4                 | Carlos Verona (ESP)      | 41.               |
| 5                 | Sergio Samitier (ESP)    | 87.               |
| 6                 | Antonio Pedrero (ESP)    | 68.               |
| 7                 | Marc Soler (ESP)         | 76.               |

| Jumbo-Visma TJV | Jumbo-Visma TJV                | Jumbo-Visma TJV |
| --------------- | ------------------------------ | --------------- |
| Num             | Ciclista                       | Pos             |
| 11              | George Bennett (NZL) (estrada) | NP-4            |
| 12              | Sepp Kuss (USA)                | 12.             |
| 13              | Steven Kruijswijk (NED)        | 22.             |
| 14              | Robert Gesink (NED)            | 43.             |
| 15              | Koen Bouwman (NED)             | 74.             |
| 16              | Antwan Tolhoek (NED)           | 37.             |
| 17              | Chris Harper (AUS)             | 60.             |

| Deceuninck-Quick Step DQT | Deceuninck-Quick Step DQT | Deceuninck-Quick Step DQT |
| ------------------------- | ------------------------- | ------------------------- |
| Num                       | Ciclista                  | Pos                       |
| 21                        | João Almeida (POR)        | 7.                        |
| 22                        | Fausto Masnada (ITA)      | 15.                       |
| 23                        | Josef Černý (CZE)         | 117.                      |
| 24                        | James Knox (GBR)          | 34.                       |
| 25                        | Dries Devenyns (BEL)      | 64.                       |
| 26                        | Pieter Serry (BEL)        | DNF-1                     |
| 27                        | Rémi Cavagna (FRA) (CRI)  | 89.                       |

| UAE Team Emirates UAD | UAE Team Emirates UAD       | UAE Team Emirates UAD |
| --------------------- | --------------------------- | --------------------- |
| Num                   | Ciclista                    | Pos                   |
| 31                    | Rui Costa (POR) (estrada)   | DNF-1                 |
| 32                    | Brandon McNulty (USA)       | 13.                   |
| 33                    | Marc Hirschi (SUI)          | 49.                   |
| 34                    | Juan Sebastián Molano (COL) | 127.                  |
| 35                    | Joe Dombrowski (USA)        | 47.                   |
| 36                    | Andrés Camilo Ardila (COL)  | 67.                   |
| 37                    | David de la Cruz (ESP)      | 29.                   |

| Ineos Grenadiers IGD | Ineos Grenadiers IGD       | Ineos Grenadiers IGD |
| -------------------- | -------------------------- | -------------------- |
| Num                  | Ciclista                   | Pos                  |
| 41                   | Richie Porte (AUS)         | 2.                   |
| 42                   | Richard Carapaz (ECU)      | 21.                  |
| 43                   | Adam Yates (GBR)           | 1.                   |
| 44                   | Geraint Thomas (GBR)       | 3.                   |
| 45                   | Rohan Dennis (AUS)         | 46.                  |
| 46                   | Jonathan Castroviejo (ESP) | 91.                  |
| 47                   | Luke Rowe (GBR)            | DNF-7                |

| Team DSM DSM | Team DSM DSM          | Team DSM DSM |
| ------------ | --------------------- | ------------ |
| Num          | Ciclista              | Pos          |
| 51           | Jai Hindley (AUS)     | NP-4         |
| 52           | Michael Storer (AUS)  | 57.          |
| 53           | Chad Haga (USA)       | 88.          |
| 54           | Chris Hamilton (AUS)  | 42.          |
| 55           | Max Kanter (GER)      | 128.         |
| 56           | Nicolas Roche (IRL)   | NP-2         |
| 57           | Thymen Arensman (NED) | 101.         |

| Bora-Hansgrohe BOH | Bora-Hansgrohe BOH     | Bora-Hansgrohe BOH |
| ------------------ | ---------------------- | ------------------ |
| Num                | Ciclista               | Pos                |
| 61                 | Peter Sagan (SVK)      | 126.               |
| 62                 | Wilco Kelderman (NED)  | 5.                 |
| 63                 | Lennard Kämna (GER)    | 31.                |
| 64                 | Jordi Meeus (BEL)      | NP-7               |
| 65                 | Ide Schelling (NED)    | 93.                |
| 66                 | Ben Zwiehoff (GER)     | 35.                |
| 67                 | Frederik Wandahl (DEN) | 131.               |

| Astana-Premier Tech APT | Astana-Premier Tech APT            | Astana-Premier Tech APT |
| ----------------------- | ---------------------------------- | ----------------------- |
| Num                     | Ciclista                           | Pos                     |
| 71                      | Óscar Rodríguez Garaicoechea (ESP) | 24.                     |
| 72                      | Luis León Sánchez (ESP) (estrada)  | 27.                     |
| 73                      | Vadim Pronskiy (KAZ)               | 114.                    |
| 74                      | Jonas Gregaard (DEN)               | 65.                     |
| 75                      | Harold Tejada (COL)                | 51.                     |
| 76                      | Stefan de Bod (RSA)                | 54.                     |
| 77                      | Merhawi Kudus (ERI)                | 62.                     |

| Trek-Segafredo TFS | Trek-Segafredo TFS       | Trek-Segafredo TFS |
| ------------------ | ------------------------ | ------------------ |
| Num                | Ciclista                 | Pos                |
| 81                 | Gianluca Brambilla (ITA) | 56.                |
| 82                 | Kenny Elissonde (FRA)    | DNF-4              |
| 83                 | Juan Pedro López (ESP)   | 58.                |
| 84                 | Giulio Ciccone (ITA)     | DNF-6              |
| 85                 | Michel Ries (LUX)        | 63.                |
| 86                 | Alexander Kamp (DEN)     | 95.                |
| 87                 | Mattias Skjelmose (DEN)  | 83.                |

| Groupama-FDJ GFC | Groupama-FDJ GFC            | Groupama-FDJ GFC |
| ---------------- | --------------------------- | ---------------- |
| Num              | Ciclista                    | Pos              |
| 91               | Attila Valter (HUN)         | 38.              |
| 92               | Matteo Badilatti (SUI)      | 32.              |
| 93               | Sébastien Reichenbach (SUI) | 26.              |
| 94               | Antoine Duchesne (CAN)      | 119.             |
| 95               | Mathieu Ladagnous (FRA)     | 109.             |
| 96               | Simon Guglielmi (FRA)       | 125.             |
| 97               | William Bonnet (FRA)        | DNF-7            |

| EF Education-Nippo EFN | EF Education-Nippo EFN           | EF Education-Nippo EFN |
| ---------------------- | -------------------------------- | ---------------------- |
| Num                    | Ciclista                         | Pos                    |
| 101                    | Ruben Guerreiro (POR)            | 23.                    |
| 102                    | Rigoberto Urán (COL)             | 52.                    |
| 103                    | Hugh Carthy (GBR)                | 8.                     |
| 104                    | Jonathan Caicedo (ECU) (estrada) | 48.                    |
| 105                    | Diego Camargo (COL)              | 113.                   |
| 106                    | Tejay van Garderen (USA)         | 70.                    |
| 107                    | Michael Valgren (DEN)            | 72.                    |

| BikeExchange BEX | BikeExchange BEX       | BikeExchange BEX |
| ---------------- | ---------------------- | ---------------- |
| Num              | Ciclista               | Pos              |
| 111              | Simon Yates (GBR)      | 9.               |
| 112              | Esteban Chaves (COL)   | 6.               |
| 113              | Tanel Kangert (EST)    | 33.              |
| 114              | Lucas Hamilton (AUS)   | 10.              |
| 115              | Dion Smith (NZL)       | 53.              |
| 116              | Brent Bookwalter (USA) | 92.              |
| 117              | Callum Scotson (AUS)   | 39.              |

| Bahrain Victorious TBV | Bahrain Victorious TBV    | Bahrain Victorious TBV |
| ---------------------- | ------------------------- | ---------------------- |
| Num                    | Ciclista                  | Pos                    |
| 121                    | Wout Poels (NED)          | 79.                    |
| 122                    | Hermann Pernsteiner (AUT) | 45.                    |
| 123                    | Santiago Buitrago (COL)   | 18.                    |
| 124                    | Matej Mohorič (SLO)       | 50.                    |
| 126                    | Domen Novak (SLO)         | NP-4                   |
| 127                    | Stephen Williams (GBR)    | 97.                    |

| AG2R Citroën Team ACT | AG2R Citroën Team ACT     | AG2R Citroën Team ACT |
| --------------------- | ------------------------- | --------------------- |
| Num                   | Ciclista                  | Pos                   |
| 131                   | Clément Venturini (FRA)   | 85.                   |
| 132                   | Clément Champoussin (FRA) | 44.                   |
| 133                   | Bob Jungels (LUX)         | 59.                   |
| 134                   | Jaakko Hänninen (FIN)     | 80.                   |
| 135                   | Ben Gastauer (LUX)        | 75.                   |
| 136                   | Tony Gallopin (FRA)       | DNF-3                 |
| 137                   | François Bidard (FRA)     | 77.                   |

| Lotto-Soudal LTS | Lotto-Soudal LTS        | Lotto-Soudal LTS |
| ---------------- | ----------------------- | ---------------- |
| Num              | Ciclista                | Pos              |
| 141              | Andreas Kron (DEN)      | DNF-4            |
| 142              | Thomas De Gendt (BEL)   | 66.              |
| 143              | Harm Vanhoucke (BEL)    | 16.              |
| 144              | Maxim Van Gils (BEL)    | 55.              |
| 145              | Steff Cras (BEL)        | NP-7             |
| 146              | Sylvain Moniquet (BEL)  | NP-7             |
| 147              | Tomasz Marczyński (POL) | 111.             |

| Cofidis COF | Cofidis COF                     | Cofidis COF |
| ----------- | ------------------------------- | ----------- |
| Num         | Ciclista                        | Pos         |
| 151         | Rubén Fernández (ESP)           | NP-6        |
| 152         | Nicolas Edet (FRA)              | 20.         |
| 153         | Rémy Rochas (FRA)               | 96.         |
| 154         | José Herrada (ESP)              | NP-6        |
| 155         | Thomas Champion (FRA)           | 102.        |
| 156         | Fernando Barceló (ESP)          | 99.         |
| 157         | Natnael Berhane (ERI) (estrada) | 104.        |

| Intermarché-Wanty-Gobert Matériaux IWG | Intermarché-Wanty-Gobert Matériaux IWG | Intermarché-Wanty-Gobert Matériaux IWG |
| -------------------------------------- | -------------------------------------- | -------------------------------------- |
| Num                                    | Ciclista                               | Pos                                    |
| 161                                    | Louis Meintjes (RSA)                   | DNF-7                                  |
| 162                                    | Jan Bakelants (BEL)                    | NP-2                                   |
| 163                                    | Jan Hirt (CZE)                         | 82.                                    |
| 164                                    | Rein Taaramäe (EST)                    | 84.                                    |
| 165                                    | Simone Petilli (ITA)                   | 28.                                    |
| 166                                    | Alexander Evans (AUS)                  | DNF-4                                  |
| 167                                    | Jérémy Bellicaud (FRA)                 | DNF-7                                  |

| Qhubeka Assos TQA | Qhubeka Assos TQA                 | Qhubeka Assos TQA |
| ----------------- | --------------------------------- | ----------------- |
| Num               | Ciclista                          | Pos               |
| 171               | Robert Power (AUS)                | DNF-7             |
| 172               | Kilian Frankiny (SUI)             | 73.               |
| 173               | Sander Armée (BEL)                | 116.              |
| 174               | Reinardt Janse van Rensburg (RSA) | 112.              |
| 175               | Connor Brown (NZL)                | 121.              |
| 176               | Karel Vacek (CZE)                 | DNF-4             |
| 177               | Sean Bennett (USA)                | 90.               |

| Israel Start-Up Nation ISN | Israel Start-Up Nation ISN     | Israel Start-Up Nation ISN |
| -------------------------- | ------------------------------ | -------------------------- |
| Num                        | Ciclista                       | Pos                        |
| 181                        | Chris Froome (GBR)             | 81.                        |
| 182                        | Daniel Martin (IRL)            | 25.                        |
| 183                        | Michael Woods (CAN)            | 11.                        |
| 184                        | Daryl Impey (RSA)              | 69.                        |
| 185                        | Alexander Cataford (CAN)       | DNF-7                      |
| 186                        | Omer Goldstein (ISR) (estrada) | 108.                       |
| 187                        | Reto Hollenstein (SUI)         | 98.                        |

| Arkéa-Samsic ARK | Arkéa-Samsic ARK        | Arkéa-Samsic ARK |
| ---------------- | ----------------------- | ---------------- |
| Num              | Ciclista                | Pos              |
| 201              | Nairo Quintana (COL)    | 14.              |
| 202              | Anthony Delaplace (FRA) | 40.              |
| 203              | Łukasz Owsian (POL)     | 94.              |
| 204              | Matis Louvel (FRA)      | 120.             |
| 205              | Laurent Pichon (FRA)    | 86.              |
| 206              | Élie Gesbert (FRA)      | 30.              |
| 207              | Alan Riou (FRA)         | 130.             |

| Gazprom-RusVelo GAZ | Gazprom-RusVelo GAZ      | Gazprom-RusVelo GAZ |
| ------------------- | ------------------------ | ------------------- |
| Num                 | Ciclista                 | Pos                 |
| 211                 | Ilnur Zakarin (RUS)      | NP-4                |
| 212                 | Serguei Chernetski (RUS) | 106.                |
| 213                 | Pavel Kochetkov (RUS)    | 107.                |
| 214                 | Roman Kreuziger (CZE)    | 78.                 |
| 215                 | Artem Nych (RUS)         | 105.                |
| 216                 | Dmitry Strakhov (RUS)    | 71.                 |
| 217                 | Denis Nekrasov (RUS)     | DNF-5               |

| Rally Cycling RLY | Rally Cycling RLY       | Rally Cycling RLY |
| ----------------- | ----------------------- | ----------------- |
| Num               | Ciclista                | Pos               |
| 221               | Joey Rosskopf (USA)     | 115.              |
| 222               | Gavin Mannion (USA)     | 118.              |
| 223               | Colin Joyce (USA)       | 124.              |
| 224               | Benjamin King (USA)     | 123.              |
| 225               | Nickolas Zukowsky (CAN) | DNF-7             |
| 226               | Nathan Brown (USA)      | DNF-6             |
| 227               | Rob Britton (CAN)       | 103.              |

| Equipo Kern Pharma EKP | Equipo Kern Pharma EKP               | Equipo Kern Pharma EKP |
| ---------------------- | ------------------------------------ | ---------------------- |
| Num                    | Ciclista                             | Pos                    |
| 231                    | Martí Márquez (ESP)                  | NP-5                   |
| 232                    | Jaime Castrillo (ESP)                | NP-5                   |
| 233                    | Francisco Galván (ESP)               | NP-5                   |
| 234                    | Urko Berrade (ESP)                   | NP-5                   |
| 235                    | Savva Novikov (RUS)                  | NP-5                   |
| 236                    | Daniel Alejandro Méndez Noreña (COL) | NP-5                   |
| 237                    | Roger Adrià (ESP)                    | NP-5                   |

| Euskaltel-Euskadi EUS | Euskaltel-Euskadi EUS    | Euskaltel-Euskadi EUS |
| --------------------- | ------------------------ | --------------------- |
| Num                   | Ciclista                 | Pos                   |
| 241                   | Luis Ángel Maté (ESP)    | 36.                   |
| 242                   | Antonio Jesús Soto (ESP) | 122.                  |
| 243                   | Mikel Bizkarra (ESP)     | 17.                   |
| 244                   | Juan José Lobato (ESP)   | 129.                  |
| 245                   | Joan Bou (ESP)           | DNF-7                 |
| 246                   | Mikel Iturria (ESP)      | 110.                  |
| 247                   | Gotzon Martín (ESP)      | 61.                   |

| Movistar Team MOV | Movistar Team MOV        | Movistar Team MOV |
| ----------------- | ------------------------ | ----------------- |
| Num               | Ciclista                 | Pos               |
| 1                 | Alejandro Valverde (ESP) | 4.                |
| 2                 | Enric Mas (ESP)          | 19.               |
| 3                 | Dario Cataldo (ITA)      | 100.              |
| 4                 | Carlos Verona (ESP)      | 41.               |
| 5                 | Sergio Samitier (ESP)    | 87.               |
| 6                 | Antonio Pedrero (ESP)    | 68.               |
| 7                 | Marc Soler (ESP)         | 76.               |

| Jumbo-Visma TJV | Jumbo-Visma TJV                | Jumbo-Visma TJV |
| --------------- | ------------------------------ | --------------- |
| Num             | Ciclista                       | Pos             |
| 11              | George Bennett (NZL) (estrada) | NP-4            |
| 12              | Sepp Kuss (USA)                | 12.             |
| 13              | Steven Kruijswijk (NED)        | 22.             |
| 14              | Robert Gesink (NED)            | 43.             |
| 15              | Koen Bouwman (NED)             | 74.             |
| 16              | Antwan Tolhoek (NED)           | 37.             |
| 17              | Chris Harper (AUS)             | 60.             |

| Deceuninck-Quick Step DQT | Deceuninck-Quick Step DQT | Deceuninck-Quick Step DQT |
| ------------------------- | ------------------------- | ------------------------- |
| Num                       | Ciclista                  | Pos                       |
| 21                        | João Almeida (POR)        | 7.                        |
| 22                        | Fausto Masnada (ITA)      | 15.                       |
| 23                        | Josef Černý (CZE)         | 117.                      |
| 24                        | James Knox (GBR)          | 34.                       |
| 25                        | Dries Devenyns (BEL)      | 64.                       |
| 26                        | Pieter Serry (BEL)        | DNF-1                     |
| 27                        | Rémi Cavagna (FRA) (CRI)  | 89.                       |

| UAE Team Emirates UAD | UAE Team Emirates UAD       | UAE Team Emirates UAD |
| --------------------- | --------------------------- | --------------------- |
| Num                   | Ciclista                    | Pos                   |
| 31                    | Rui Costa (POR) (estrada)   | DNF-1                 |
| 32                    | Brandon McNulty (USA)       | 13.                   |
| 33                    | Marc Hirschi (SUI)          | 49.                   |
| 34                    | Juan Sebastián Molano (COL) | 127.                  |
| 35                    | Joe Dombrowski (USA)        | 47.                   |
| 36                    | Andrés Camilo Ardila (COL)  | 67.                   |
| 37                    | David de la Cruz (ESP)      | 29.                   |

| Ineos Grenadiers IGD | Ineos Grenadiers IGD       | Ineos Grenadiers IGD |
| -------------------- | -------------------------- | -------------------- |
| Num                  | Ciclista                   | Pos                  |
| 41                   | Richie Porte (AUS)         | 2.                   |
| 42                   | Richard Carapaz (ECU)      | 21.                  |
| 43                   | Adam Yates (GBR)           | 1.                   |
| 44                   | Geraint Thomas (GBR)       | 3.                   |
| 45                   | Rohan Dennis (AUS)         | 46.                  |
| 46                   | Jonathan Castroviejo (ESP) | 91.                  |
| 47                   | Luke Rowe (GBR)            | DNF-7                |

| Team DSM DSM | Team DSM DSM          | Team DSM DSM |
| ------------ | --------------------- | ------------ |
| Num          | Ciclista              | Pos          |
| 51           | Jai Hindley (AUS)     | NP-4         |
| 52           | Michael Storer (AUS)  | 57.          |
| 53           | Chad Haga (USA)       | 88.          |
| 54           | Chris Hamilton (AUS)  | 42.          |
| 55           | Max Kanter (GER)      | 128.         |
| 56           | Nicolas Roche (IRL)   | NP-2         |
| 57           | Thymen Arensman (NED) | 101.         |

| Bora-Hansgrohe BOH | Bora-Hansgrohe BOH     | Bora-Hansgrohe BOH |
| ------------------ | ---------------------- | ------------------ |
| Num                | Ciclista               | Pos                |
| 61                 | Peter Sagan (SVK)      | 126.               |
| 62                 | Wilco Kelderman (NED)  | 5.                 |
| 63                 | Lennard Kämna (GER)    | 31.                |
| 64                 | Jordi Meeus (BEL)      | NP-7               |
| 65                 | Ide Schelling (NED)    | 93.                |
| 66                 | Ben Zwiehoff (GER)     | 35.                |
| 67                 | Frederik Wandahl (DEN) | 131.               |

| Astana-Premier Tech APT | Astana-Premier Tech APT            | Astana-Premier Tech APT |
| ----------------------- | ---------------------------------- | ----------------------- |
| Num                     | Ciclista                           | Pos                     |
| 71                      | Óscar Rodríguez Garaicoechea (ESP) | 24.                     |
| 72                      | Luis León Sánchez (ESP) (estrada)  | 27.                     |
| 73                      | Vadim Pronskiy (KAZ)               | 114.                    |
| 74                      | Jonas Gregaard (DEN)               | 65.                     |
| 75                      | Harold Tejada (COL)                | 51.                     |
| 76                      | Stefan de Bod (RSA)                | 54.                     |
| 77                      | Merhawi Kudus (ERI)                | 62.                     |

| Trek-Segafredo TFS | Trek-Segafredo TFS       | Trek-Segafredo TFS |
| ------------------ | ------------------------ | ------------------ |
| Num                | Ciclista                 | Pos                |
| 81                 | Gianluca Brambilla (ITA) | 56.                |
| 82                 | Kenny Elissonde (FRA)    | DNF-4              |
| 83                 | Juan Pedro López (ESP)   | 58.                |
| 84                 | Giulio Ciccone (ITA)     | DNF-6              |
| 85                 | Michel Ries (LUX)        | 63.                |
| 86                 | Alexander Kamp (DEN)     | 95.                |
| 87                 | Mattias Skjelmose (DEN)  | 83.                |

| Groupama-FDJ GFC | Groupama-FDJ GFC            | Groupama-FDJ GFC |
| ---------------- | --------------------------- | ---------------- |
| Num              | Ciclista                    | Pos              |
| 91               | Attila Valter (HUN)         | 38.              |
| 92               | Matteo Badilatti (SUI)      | 32.              |
| 93               | Sébastien Reichenbach (SUI) | 26.              |
| 94               | Antoine Duchesne (CAN)      | 119.             |
| 95               | Mathieu Ladagnous (FRA)     | 109.             |
| 96               | Simon Guglielmi (FRA)       | 125.             |
| 97               | William Bonnet (FRA)        | DNF-7            |

| EF Education-Nippo EFN | EF Education-Nippo EFN           | EF Education-Nippo EFN |
| ---------------------- | -------------------------------- | ---------------------- |
| Num                    | Ciclista                         | Pos                    |
| 101                    | Ruben Guerreiro (POR)            | 23.                    |
| 102                    | Rigoberto Urán (COL)             | 52.                    |
| 103                    | Hugh Carthy (GBR)                | 8.                     |
| 104                    | Jonathan Caicedo (ECU) (estrada) | 48.                    |
| 105                    | Diego Camargo (COL)              | 113.                   |
| 106                    | Tejay van Garderen (USA)         | 70.                    |
| 107                    | Michael Valgren (DEN)            | 72.                    |

| BikeExchange BEX | BikeExchange BEX       | BikeExchange BEX |
| ---------------- | ---------------------- | ---------------- |
| Num              | Ciclista               | Pos              |
| 111              | Simon Yates (GBR)      | 9.               |
| 112              | Esteban Chaves (COL)   | 6.               |
| 113              | Tanel Kangert (EST)    | 33.              |
| 114              | Lucas Hamilton (AUS)   | 10.              |
| 115              | Dion Smith (NZL)       | 53.              |
| 116              | Brent Bookwalter (USA) | 92.              |
| 117              | Callum Scotson (AUS)   | 39.              |

| Bahrain Victorious TBV | Bahrain Victorious TBV    | Bahrain Victorious TBV |
| ---------------------- | ------------------------- | ---------------------- |
| Num                    | Ciclista                  | Pos                    |
| 121                    | Wout Poels (NED)          | 79.                    |
| 122                    | Hermann Pernsteiner (AUT) | 45.                    |
| 123                    | Santiago Buitrago (COL)   | 18.                    |
| 124                    | Matej Mohorič (SLO)       | 50.                    |
| 126                    | Domen Novak (SLO)         | NP-4                   |
| 127                    | Stephen Williams (GBR)    | 97.                    |

| AG2R Citroën Team ACT | AG2R Citroën Team ACT     | AG2R Citroën Team ACT |
| --------------------- | ------------------------- | --------------------- |
| Num                   | Ciclista                  | Pos                   |
| 131                   | Clément Venturini (FRA)   | 85.                   |
| 132                   | Clément Champoussin (FRA) | 44.                   |
| 133                   | Bob Jungels (LUX)         | 59.                   |
| 134                   | Jaakko Hänninen (FIN)     | 80.                   |
| 135                   | Ben Gastauer (LUX)        | 75.                   |
| 136                   | Tony Gallopin (FRA)       | DNF-3                 |
| 137                   | François Bidard (FRA)     | 77.                   |

| Lotto-Soudal LTS | Lotto-Soudal LTS        | Lotto-Soudal LTS |
| ---------------- | ----------------------- | ---------------- |
| Num              | Ciclista                | Pos              |
| 141              | Andreas Kron (DEN)      | DNF-4            |
| 142              | Thomas De Gendt (BEL)   | 66.              |
| 143              | Harm Vanhoucke (BEL)    | 16.              |
| 144              | Maxim Van Gils (BEL)    | 55.              |
| 145              | Steff Cras (BEL)        | NP-7             |
| 146              | Sylvain Moniquet (BEL)  | NP-7             |
| 147              | Tomasz Marczyński (POL) | 111.             |

| Cofidis COF | Cofidis COF                     | Cofidis COF |
| ----------- | ------------------------------- | ----------- |
| Num         | Ciclista                        | Pos         |
| 151         | Rubén Fernández (ESP)           | NP-6        |
| 152         | Nicolas Edet (FRA)              | 20.         |
| 153         | Rémy Rochas (FRA)               | 96.         |
| 154         | José Herrada (ESP)              | NP-6        |
| 155         | Thomas Champion (FRA)           | 102.        |
| 156         | Fernando Barceló (ESP)          | 99.         |
| 157         | Natnael Berhane (ERI) (estrada) | 104.        |

| Intermarché-Wanty-Gobert Matériaux IWG | Intermarché-Wanty-Gobert Matériaux IWG | Intermarché-Wanty-Gobert Matériaux IWG |
| -------------------------------------- | -------------------------------------- | -------------------------------------- |
| Num                                    | Ciclista                               | Pos                                    |
| 161                                    | Louis Meintjes (RSA)                   | DNF-7                                  |
| 162                                    | Jan Bakelants (BEL)                    | NP-2                                   |
| 163                                    | Jan Hirt (CZE)                         | 82.                                    |
| 164                                    | Rein Taaramäe (EST)                    | 84.                                    |
| 165                                    | Simone Petilli (ITA)                   | 28.                                    |
| 166                                    | Alexander Evans (AUS)                  | DNF-4                                  |
| 167                                    | Jérémy Bellicaud (FRA)                 | DNF-7                                  |

| Qhubeka Assos TQA | Qhubeka Assos TQA                 | Qhubeka Assos TQA |
| ----------------- | --------------------------------- | ----------------- |
| Num               | Ciclista                          | Pos               |
| 171               | Robert Power (AUS)                | DNF-7             |
| 172               | Kilian Frankiny (SUI)             | 73.               |
| 173               | Sander Armée (BEL)                | 116.              |
| 174               | Reinardt Janse van Rensburg (RSA) | 112.              |
| 175               | Connor Brown (NZL)                | 121.              |
| 176               | Karel Vacek (CZE)                 | DNF-4             |
| 177               | Sean Bennett (USA)                | 90.               |

| Israel Start-Up Nation ISN | Israel Start-Up Nation ISN     | Israel Start-Up Nation ISN |
| -------------------------- | ------------------------------ | -------------------------- |
| Num                        | Ciclista                       | Pos                        |
| 181                        | Chris Froome (GBR)             | 81.                        |
| 182                        | Daniel Martin (IRL)            | 25.                        |
| 183                        | Michael Woods (CAN)            | 11.                        |
| 184                        | Daryl Impey (RSA)              | 69.                        |
| 185                        | Alexander Cataford (CAN)       | DNF-7                      |
| 186                        | Omer Goldstein (ISR) (estrada) | 108.                       |
| 187                        | Reto Hollenstein (SUI)         | 98.                        |

| Arkéa-Samsic ARK | Arkéa-Samsic ARK        | Arkéa-Samsic ARK |
| ---------------- | ----------------------- | ---------------- |
| Num              | Ciclista                | Pos              |
| 201              | Nairo Quintana (COL)    | 14.              |
| 202              | Anthony Delaplace (FRA) | 40.              |
| 203              | Łukasz Owsian (POL)     | 94.              |
| 204              | Matis Louvel (FRA)      | 120.             |
| 205              | Laurent Pichon (FRA)    | 86.              |
| 206              | Élie Gesbert (FRA)      | 30.              |
| 207              | Alan Riou (FRA)         | 130.             |

| Gazprom-RusVelo GAZ | Gazprom-RusVelo GAZ      | Gazprom-RusVelo GAZ |
| ------------------- | ------------------------ | ------------------- |
| Num                 | Ciclista                 | Pos                 |
| 211                 | Ilnur Zakarin (RUS)      | NP-4                |
| 212                 | Serguei Chernetski (RUS) | 106.                |
| 213                 | Pavel Kochetkov (RUS)    | 107.                |
| 214                 | Roman Kreuziger (CZE)    | 78.                 |
| 215                 | Artem Nych (RUS)         | 105.                |
| 216                 | Dmitry Strakhov (RUS)    | 71.                 |
| 217                 | Denis Nekrasov (RUS)     | DNF-5               |

| Rally Cycling RLY | Rally Cycling RLY       | Rally Cycling RLY |
| ----------------- | ----------------------- | ----------------- |
| Num               | Ciclista                | Pos               |
| 221               | Joey Rosskopf (USA)     | 115.              |
| 222               | Gavin Mannion (USA)     | 118.              |
| 223               | Colin Joyce (USA)       | 124.              |
| 224               | Benjamin King (USA)     | 123.              |
| 225               | Nickolas Zukowsky (CAN) | DNF-7             |
| 226               | Nathan Brown (USA)      | DNF-6             |
| 227               | Rob Britton (CAN)       | 103.              |

| Equipo Kern Pharma EKP | Equipo Kern Pharma EKP               | Equipo Kern Pharma EKP |
| ---------------------- | ------------------------------------ | ---------------------- |
| Num                    | Ciclista                             | Pos                    |
| 231                    | Martí Márquez (ESP)                  | NP-5                   |
| 232                    | Jaime Castrillo (ESP)                | NP-5                   |
| 233                    | Francisco Galván (ESP)               | NP-5                   |
| 234                    | Urko Berrade (ESP)                   | NP-5                   |
| 235                    | Savva Novikov (RUS)                  | NP-5                   |
| 236                    | Daniel Alejandro Méndez Noreña (COL) | NP-5                   |
| 237                    | Roger Adrià (ESP)                    | NP-5                   |

| Euskaltel-Euskadi EUS | Euskaltel-Euskadi EUS    | Euskaltel-Euskadi EUS |
| --------------------- | ------------------------ | --------------------- |
| Num                   | Ciclista                 | Pos                   |
| 241                   | Luis Ángel Maté (ESP)    | 36.                   |
| 242                   | Antonio Jesús Soto (ESP) | 122.                  |
| 243                   | Mikel Bizkarra (ESP)     | 17.                   |
| 244                   | Juan José Lobato (ESP)   | 129.                  |
| 245                   | Joan Bou (ESP)           | DNF-7                 |
| 246                   | Mikel Iturria (ESP)      | 110.                  |
| 247                   | Gotzon Martín (ESP)      | 61.                   |

Convenções:
- AB-N: Abandono na etapa "N"
- FLT-N: Retiro por chegada fora do limite de tempo na etapa "N"
- NTS-N: Não tomou a saída para a etapa "N"
- DES-N: Desclassificado ou expulsado na etapa "N"

## UCI World Ranking
A Volta à Catalunha outorgou pontos para o UCI World Ranking para corredores das equipas nas categorias UCI WorldTeam, UCI ProTeam e Continental. As seguintes tabelas são o barómetro de pontuação e os 10 corredores que obtiveram pontos:
| Posição             | 1.º | 2.º | 3.º | 4.º | 5.º | 6.º | 7.º | 8.º | 9.º | 10.º | 11.º | 12.º | 13.º | 14.º | 15.º | 16.º-20.º | 21.º-30.º | 31.º-50.º | 51.º-55.º | 56.º-60.º |
| Classificação geral | 400 | 320 | 260 | 220 | 180 | 140 | 120 | 100 | 80  | 68   | 56   | 48   | 40   | 32   | 28   | 24        | 16        | 8         | 4         | 2         |
| Por etapa           | 50  | 20  | 8   |     |     |     |     |     |     |      |      |      |      |      |      |           |           |           |           |           |
| Líder               | 8   |     |     |     |     |     |     |     |     |      |      |      |      |      |      |           |           |           |           |           |

| Classificação |                    |                        |       |       |       |       |
| Posição       | Ciclista           | Equipa                 | Geral | Etapa | Líder | Total |
| ------------- | ------------------ | ---------------------- | ----- | ----- | ----- | ----- |
| 1.º           | Adam Yates         | Ineos Grenadiers       | 400   | 50    | 32    | 482   |
| 2.º           | Richie Porte       | Ineos Grenadiers       | 320   | -     | -     | 320   |
| 3.º           | Geraint Thomas     | Ineos Grenadiers       | 260   | 8     | -     | 268   |
| 4.º           | Alejandro Valverde | Movistar               | 220   | 8     | -     | 228   |
| 5.º           | Esteban Chaves     | BikeExchange           | 140   | 70    | -     | 210   |
| 6.º           | Wilco Kelderman    | Bora-Hansgrohe         | 180   | -     | -     | 180   |
| 7.º           | João Almeida       | Deceuninck-Quick Step  | 120   | 8     | 8     | 136   |
| 8.º           | Hugh Carthy        | EF Education-NIPPO     | 100   | -     | -     | 100   |
| 9.º           | Simon Yates        | BikeExchange           | 80    | -     | -     | 80    |
| 10.º          | Michael Woods      | Israel Start-Up Nation | 56    | 20    | -     | 76    |